# Europamästerskapen i amatörboxning 1927
Europamästerskapen i amatörboxning 1927 arrangerades mellan den 16 och 20 maj 1927 i Berlin i Tyskland. Det var den andra upplagan av europamästerskapen i amatörboxning.
Sverige hade följande åtta tävlande vid mästerskapet: Lennart Bohman, Bertil Nilsson, Harry Wolff, Gunnar Berggren, Selfrid Johansson, Olof Falk, Claes Engström och Nils Ramm.

## Medaljörer
| Gren                     | Guld                     | Silver                     | Brons                      |
| Flugvikt (–50,8 kg)      | Lennart Bohman Sverige   | Antal Kocsis Ungern        | Heinz Brofazi Tyskland     |
| Bantamvikt (–53,5 kg)    | Kurt Dalchow Tyskland    | Gaetano Lanzi Italien      | Bobby Spunner Österrike    |
| Fjädervikt (–57,1 kg)    | Franz Dübbers Tyskland   | Harry Wolff Sverige        | Miklós Gelbai-Gelb Ungern  |
| Lättvikt (–61,2 kg)      | Jacob Domgörgen Tyskland | Arne Sande Danmark         | Gunnar Berggren Sverige    |
| Weltervikt (–66,7 kg)    | Romano Caneva Italien    | Gustave Roth Belgien       | István Balázs Ungern       |
| Mellanvikt (–72,6 kg)    | Edgar Christensen Norge  | Wilhelm Maier Tyskland     | Olaf Falk Sverige          |
| Lätt tungvikt (–79,4 kg) | Hein Müller Tyskland     | Karel Miljon Nederländerna | Claes Engström Sverige     |
| Tungvikt (+79,4 kg)      | Nils Ramm Sverige        | Hans Schönrath Tyskland    | Michael Michaelsen Danmark |

## Medaljtabell
*   Värdland ( Tyskland)
| Nr                  | Nation              | Guld | Silver | Brons | Totalt |
| ------------------- | ------------------- | ---- | ------ | ----- | ------ |
| 1                   | Tyskland (GER)*     | 4    | 2      | 1     | 7      |
| 2                   | Sverige (SWE)       | 2    | 1      | 3     | 6      |
| 3                   | Italien (ITA)       | 1    | 1      | 0     | 2      |
| 4                   | Norge (NOR)         | 1    | 0      | 0     | 1      |
| 5                   | Ungern (HUN)        | 0    | 1      | 2     | 3      |
| 6                   | Danmark (DEN)       | 0    | 1      | 1     | 2      |
| 7                   | Belgien (BEL)       | 0    | 1      | 0     | 1      |
| 7                   | Nederländerna (NED) | 0    | 1      | 0     | 1      |
| 9                   | Österrike (AUT)     | 0    | 0      | 1     | 1      |
| Totalt (9 nationer) | Totalt (9 nationer) | 8    | 8      | 8     | 24     |